# Après la pluie (Donjon)
Pour les articles homonymes, voir Après la pluie.
Après la pluie est le quatrième album publié dans la série Donjon Potron-Minet de la saga Donjon, numéroté -84, dessiné par Christophe Blain, écrit par Lewis Trondheim et Joann Sfar, mis en couleur par Walter et publié en mai 2006.